# Milagros Cabral
Milagros Cabral De la Creu (17 d'octubre de 1978 a Cristo Rey, Santo Domingo), és una jugadora dominicana retirada de voleibol. Va estar des de 1998 amb la Selecció Nacional i va ser capitana de l'equip guanyador de la medalla d'or en els jocs Panamericans del 2003 celebrats en el seu país. Va participar en els Jocs Olímpics d'Atenes 2004 on el seu equip va quedar en l'onzè lloc.

## Clubs
- Pioneer Red Wings (1997-1998)
- Marsì Palerm (19g98-1999)
- Construccions Damesa de Burgos (2001-2002)
- Universitat de Burgos (2002-2003)
- Los Cachorros (2001-2004)
- Volley Modena (2003-2004)
- Samorodok Khabarovsk (2004-2005)
- Los Cachorros (2005)
- Leonas de Ponce (2006)
- Ícar Alaró (2006-2007)
- Pinkin de Corozal (2008)
- Korea Expressway Corporation (2008-2009)
- Pinkin de Corozal (2009)
- Korea Expressway Corporation (2009-2010)
- Mirador (2010)
- Pinkin de Corozal (2011)

## Palmarès

### Selecció femenina de voleibol de la República Dominicana
World Championships:
- 13vo. lloc en el Campionat Mundial de Japó 1998.
- 13vo. lloc en el Campionat Mundial de Alemanya 2002.
- 17vo. lloc en el Campionat Mundial de Japó 2006.

Campionat Continental NORCECA:
- Medalla d'Or. Bayamón 2009.
- Medalla de Bronze. Winnipeg 2007.
- Medalla de Bronze. Santo Domingo 2003.
- Medalla de Bronze. Santo Domingo 2001.

Copa Panamericana:
- Medalla d'Or. Rosarito/Tijuana 2010.
- Medalla d'Or. Mexicali/Tijuana 2008.
- Medalla de Plata. Miami 2009.
- Medalla de Plata. Saltillo 2003.
- Medalla de Bronze. Colima 2007.

Jocs Panamericanos:
- Medalla d'Or als Jocs Panamericans de Santo Domingo 2003.

Jocs Centreamericans i del Carib:
- Medalla d'or als Jocs Centreamericans i del Carib de 2002
- Medalla d'or als Jocs Centreamericans i del Carib de 2006
- Medalla d'or als Jocs Centreamericans i del Carib de 2010

### Clubs
- Sub-Campionat 2009 Lliga de Voleibol Superior Femení, Puerto Rico
- Campionat 2008 Lliga de Voleibol Superior Femení, Puerto Rico
- Campionat 2007 Lliga FEV, Espanya
- Sub-Campionat 2005 Campionat Superior, República Dominicana
- Sub-Campionat 2002 i 2003 Copa de la Reina d'Espanya amb Club Diego Porcelos